# Hildegard Gauger
Hildegard Gauger (* 5. April 1890 in Böblingen; † 24. November 1975 in Tübingen) war eine deutsche Anglistin und Hochschullehrerin.

## Leben
Hildegard Gauger, Tochter des evangelischen Dekans in Ludwigsburg, Samuel Gauger (1859–1941), besuchte von 1897 bis 1907 die Oberschule für Mädchen in Stuttgart. Es folgte von 1908 bis 1909 ein Schulbesuch in der französischen Schweiz. Von 1909 bis 1911 besuchte sie ein Sprachlehrerinnen-Seminar in Stuttgart und Frankfurt/M. In den Jahren von 1911 bis 1913 hatte sie einen Lehrauftrag am Sprachlehrerinnen-Seminar in Stuttgart inne, von 1913 bis 1914 ergänzte sie ihre Ausbildung in London und Oxford. Nach einer Tätigkeit als Lehrerin an der Realschule in Metzingen (1914 bis 1916) besuchte sie seit 1916 das Höhere Lehrerinnen-Seminar in Stuttgart, wo sie 1918 das Lehrerinnenexamen ablegte. Schließlich studierte sie von 1918 bis 1922 Neuphilologie an der Eberhard-Karls-Universität Tübingen. Im Jahre 1922 schloss sie die erste Dienstprüfung für das Höhere Lehramt ab und promovierte zugleich in Tübingen bei Wilhelm Franz.
Nach ihrem Referendariat im Höheren Schuldienst erfolgte 1923 die zweite Dienstprüfung. Von 1923 bis 1949 war Gauger Lektorin bzw. Oberassistentin am Englischen Seminar der Universität Tübingen, von 1938 bis 1939 außerdem Lehrbeauftragte an der Hochschule für Lehrerbildung in Esslingen. Im  Jahre 1944 konnte sie sich für Englische Philologie habilitieren. Bis zu ihrer Emeritierung im Jahre 1957 lehrte sie in Tübingen als Dozentin bzw. seit 1947 als Professorin.
In ihren Veröffentlichungen beschäftigte sich Gauger hauptsächlich mit der Rhetorik und politischen Redekunst.

## Veröffentlichungen
- Das Adverb als Gefühlsträger im Englischen und Deutschen. Dissertation Universität Tübingen 1922.
- Persönlicher Besitz als Grundlage von Führertum und Verantwortungsbewußtsein in England (= Anglistische Forschungen, Bd. 82). Winter, Heidelberg 1936.
- Die Psychologie des Schweigens in England (= Anglistische Forschungen, Bd. 84). Winter, Heidelberg 1937 (Reprint 1967).
- (Bearb.): The Power and duties of wealth. Westermann, Braunschweig 1937.
- (Bearb.): Joseph Chamberlain / Speeches on social and political questions. Westermann, Braunschweig 1938.
- Die politische Redekunst Englands im 20. Jahrhundert. Kohlhammer, Stuttgart 1941.
- Winston Churchill als Redner. In: Schule der Freiheit, Bd. 10 (1942/43), S. 340–344.
- Die Kunst der politischen Rede in England. Niemeyer, Tübingen 1952 (Habilitationsschrift Universität Tübingen).
- (Mit-Hrsg.): British political speaches and debates. From Cromwell to Churchill. 2. Aufl. Niemeyer, Tübingen 1962.
- (Mit-Hrsg..): Präsident Kennedy speaks. Eine Auswahl aus seinen Reden mit Einführungen und Anmerkungen. Niemeyer, Tübingen 1964.